# قصر زيادة
قصر زيادة عبارة عن قصر كبير يرجع إلى القرن 19 يقع في حي زقاق البلاط في بيروت.

## تاريخه
كُلفّ شخص مجهول بتأسيس القصر في 1860 وبناه المهندس المعماري الإيطالي المعروف فقط باسم ألتينا. وقد اشتراه مغترب لبناني ثري يقيم في إنجلترا يدعى يوسف نصر بعد عشر سنوات من بنائه.
وفي 1930 اشتراه الأخوان؛ الطبيب يوسف زيادة والمحامي البارع لويس زيادة رئيس نقابة المحامين في حلب. وقد كان أفراد عائلة زيادة ينتسبون إلى رئيس أساقفة بيروت الماروني في ذلك الوقت أغناطيوس زيادة والشاعرة والكاتبة والمحررة النسوية الشهيرة مي زيادة.
وبالرغم من هندسة القصر المعمارية الفريدة، فقد اكتسب سمعة سيئة في أعقاب حادث ارتبط بيوسف ومي زيادة. حيث كانت مي تعاني من اكتئاب حاد ووهن عصبي لعدة سنوات بعد فقدانها لوالديها وفوق كل ذلك وفاة خليل جبران. كما كانت ترتبط بعلاقة حب بائسة مع الكاتب عباس العقاد في 1936 مما أدى إلى تفاقم حالتها. وفي 1938، زارها يوسف زيادة في مصر وأقنع الشاعرة التعيسة بالعودة إلى بيروت والإقامة في قصر العائلة بالقرب من الأصدقاء والأسرة.
وقد عادت مي إلى بيروت في 1939؛ وبعد عدة أيام من وصولها إلى قصر زيادة، أودعت في مأوى العصفورية في الحازمية رغماً عنها. ومن ثمّ حاول يوسف الاستيلاء على ممتلكاتها كونه يعتقد أنها غير قادرة على إدارتها. وفي النهاية استعادت مي عافيتها وعادت إلى القاهرة حيث توفيت في 17 أكتوبر 1941.
ظل القصر في عهدة عائلة زيادة حتى بداية الحرب الأهلية اللبنانية عام 1975. حينها تعرض للنهب واحتلال الميليشيات له خلال النزاع وتُرك في حالة سيئة وقد غطت واجهته طلقات الرصاص. وقد صنفت المديرية العامة للآثار في لبنان المبنى كنصب تاريخي، حيث ينتظر تمويلاً لإعادته إلى رونقه أو ترميمه.

## هندسته المعمارية
يتألف القصر المبني بالحجر الرملي من ثلاثة طوابق (طابق أرضي وطابقين علويين). ويتخذ القصر شكل منزل لبناني بقاعة مركزية تقليدية وبواجهة تصطف عليها ثلاثة أقواس فريدة والعديد من تصميمات عين الثور (Oeil-de-boeufs) التي كانت جزءاً من المنازل الأرستقراطية اللبنانية التقليدية في القرن التاسع عشر. يتميز القصر أيضاً بوجود رواق يقع عند واجهته الشرقية، عبارة عن منطقة جاليري مغطاة بالزخارف وأقواس متكسرة تقود إلى حديقة. ويتكون السقف من بلاط أحمر مزخرف بأبراج مزدوجة على واجهة المبنى الشمالية. وفي 2010 وبموجب قرار وزاري صادر من وزير الثقافة آنذاك سالم وردة ضوعفت حماية قصر زيادة بالإضافة إلى قصور أخرى ترجع للقرن التاسع عشر.

## للمزيد من القراءة
- هكذا أُنقذ قصرا حنينة وزيادة في بيروت